# Bathyconchoecia louiskornickeri
Bathyconchoecia louiskornickeri is een mosselkreeftjessoort uit de familie van de Halocyprididae. De wetenschappelijke naam van de soort is voor het eerst geldig gepubliceerd in 2001 door Chavtur.